# Kepler-20e
Kepler-20e ist ein extrasolarer Planet, der in etwa 950 Lichtjahren Entfernung von der Erde eine Umlaufbahn um den sonnenähnlichen Stern Kepler-20 beschreibt. Er ist der erste bekannte Exoplanet mit einem kleineren Radius als die Erde, der einen Hauptreihenstern umkreist.
Aufgrund seiner kurzen Umlaufdauer von etwa 6,1 Tagen befindet er sich außerhalb der habitablen Zone und ist dementsprechend mit einer Gleichgewichtstemperatur von etwa 760 °C viel zu heiß, um flüssiges Wasser auf seiner Oberfläche zu beherbergen. Eine dicke wasserdampfhaltige Atmosphäre kann jedoch nicht ganz ausgeschlossen werden.
Kepler-20e ist mit einer großen Halbachse von etwa 0,0639 AE in seinem Planetensystem Kepler-20 am zweitnächsten. Vermutlich handelt es sich um einen in der Elementarzusammensetzung erdähnlichen Felsplaneten mit hohem Eisen- und Silikatanteil.

## Entdeckung

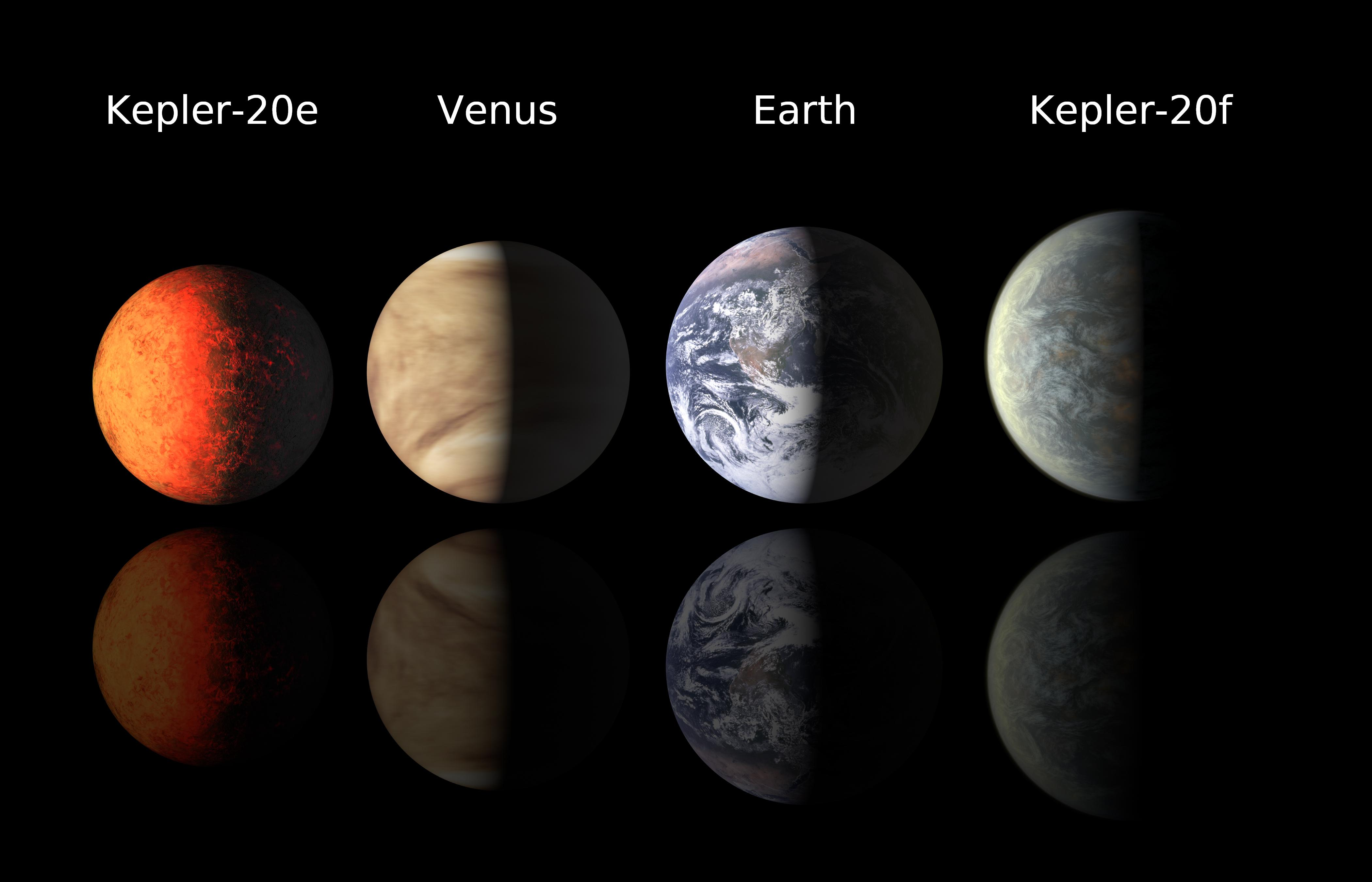
Die Größe von Kepler-20e und Kepler-20f im Vergleich zur Venus und der Erde (Oberflächendetails der Kepler-Planeten sind eine künstlerische Darstellung)

Kepler-20e wurde am 20. Dezember 2011 als fünfter Planet des Kepler-20-Systems entdeckt. Photometrische Zeitreihen, die vom Kepler-Weltraumteleskop über acht
Beobachtungsquartale (670 Tage) gesammelt wurden, hatten fünf vermutlich von Exoplaneten stammende periodische transitähnliche Signale ergeben, von denen eines Kepler-20e zugeordnet wurde. Dieses Signal bestand in einer Helligkeitsabnahme um 0,0082 Prozent.
Nachdem Kepler-20e erstmals 2011 von Borucki et al. als Kandidat für einen Transitplaneten im Kepler-20-System angekündigt wurde, konnte seine Existenz 2012 von Fressin et al. bestätigt werden.